# 比沙可啶
比沙可啶（英語：Bisacodyl）是一种有机化合物，用作刺激性缓泻剂。它直接作用于大肠，产生肠道蠕动，通常用于缓解便秘、管理神经源性肠道功能障碍以及诸如结肠镜检查等医学检查前的肠道清洁。比沙可啶是二苯基甲烷的衍生物。由于结构与酚酞相似而于1953年首次被作为泻药使用。

## 别名
比沙可啶肠溶片，便塞停，Bisacolax等。

## 制剂/规格
- 肠溶片：2.5mg、5mg
- 栓剂：10mg

## 用法用量
片剂通常睡前口服，至少6小时后起效，起效相对迅速突然，尤其一次性服用超过10毫克。通常剂量为5毫克或10毫克，30毫克可用于术前彻底清洁肠道。如果服用最大剂量，可能会导致突然，极强效且不可控的肠道蠕动，应做好准备措施。服用比沙可啶前后2小时不應服用牛奶或抗酸药，否则有可能会破坏包衣刺激胃粘膜。如果晚间服药过早，有可能会在夜间起效。
栓剂通常使用后15至60分钟起效，如果需要达到强效泻剂或灌肠剂效果，可一次性使用2枚栓剂。首次排泄数小时后会有二次作用，直到直肠内没有比沙可啶残留。

## 作用机制
比沙可啶刺激大肠神经末梢，引起肠反射性蠕动增加而导致排便。它也是一种接触性泻药，可抑制结肠内钠、氯及水分的吸收，使肠内容积增大，引起反射性排便。比沙可啶主要作用于大肠，对小肠的作用可忽略不计。